# Verpleegkundige handeling
Een verpleegkundige handeling is elke handeling die een verpleegkundige of verzorgende ig uitvoert binnen de verpleegkundige beroepsuitoefening. Een samenhangend cluster van verpleegkundige handelingen kunnen deel uitmaken van een verpleegkundige interventie.
Bij verpleegkundige handelingen kan onderscheid worden gemaakt in:
1. professioneel en niet professioneel
2. patiëntgebonden (bijvoorbeeld medicatie toedienen) en niet patiëntgebonden (bijvoorbeeld bijscholing volgen)
3. indirect patiëntgebonden (bij afwezigheid van de patiënt) en direct patiëntgebonden (bij aanwezigheid van de patiënt)

| [ 1 ]         | Patiënt gebonden                                           | Patiënt gebonden                                             | Niet-patiënt gebonden                             |
| Professioneel | Direct patiëntgebonden met specifieke scholingsvereiste    | Indirect patiëntgebonden met specifieke scholingsvereiste    | Ondersteunend met specifieke scholingsvereiste    |
| Overige       | Direct patiëntgebonden zonder specifieke scholingsvereiste | Indirect patiëntgebonden zonder specifieke scholingsvereiste | Ondersteunend zonder specifieke scholingsvereiste |

## Criteria
Met betrekking tot het uitvoeren van verpleegkundige handelingen zijn criteria vastgesteld:
- de verpleegkundige moet blijven binnen het vakgebied
- de verpleegkundige beschikt over voldoende bekwaamheid
- de rechten van de zorgvrager moet gerespecteerd worden
- de verpleegkundige is bevoegd voor het verrichten van de handeling
- er wordt gehandeld volgens de richtlijnen van de eigen organisatie

## Soorten
Er bestaan verschillende soorten verpleegkundige handelingen. Deze handelingen worden uitgevoerd in de diverse fasen van het verpleegkundig proces:
- Handelingen ten behoeve van verpleegkundige diagnostiek
- Handelingen ten behoeve van medische diagnostiek
- Autonoom verpleegkundige handelingen op basis van een verpleegkundige diagnose
- Door een arts gedelegeerde verpleegkundige handelingen op basis van een medische diagnose
- Handelingen ten behoeve van evaluatie van de effectiviteit van het medische en/of verpleegkundige behandeling
- Indirecte handelingen

## Verpleegtechnische handeling
Verpleegtechnische handelingen zijn verpleegkundige handelingen waaraan risico's zijn verbonden en die kunnen leiden tot letsel of schade bij zowel de zorgvrager als de verpleegkundige. Om die reden is de uitvoering van deze handelingen vaak vastgelegd in protocollen en procedures. Veel verpleegtechnische handelingen zijn opgenomen in de opleiding tot verpleegkundige. Andere mogen alleen worden uitgevoerd indien de verpleegkundige een autorisatietraject heeft doorlopen, waarbij aanvullende scholing is gevolgd en onder begeleiding de handelingen in praktijk zijn aangeleerd. Bij (dreigende) complicaties worden specialistisch verpleegkundigen ingeschakeld (zoals de stomaverpleegkundige bij stomazorg). Verrichtingen, risicovolle handelingen en voorbehouden handelingen zijn verpleegtechnische handelingen.
Lijst van verpleegtechnische handelingen
1. Sondevoeding toedienen
2. Stoma verzorgen
3. suprapubische katheter verzorgen
4. medicijnen toedienen (oraal, rectaal, vaginaal, via de huid, via de slijmvliezen, via de luchtwegen,
5. medicijnen toedienen per injectie (subcutaan, intramusculair, intraveneus)
6. medicijnen toedienen via een infuussysteem
7. perifeer infuus inbrengen
8. medicijnen klaarmaken: oplossingen en verdunningen maken
9. wondverzorging (rode, gele en zwarte wonden)
10. toepassen zwachtel en verbandtechnieken
11. zorgvrager met decubitus en/of smetten verzorgen
12. wonden met hechtingen verzorgen
13. wonden met drains verzorgen
14. hechtingen en tampons verwijderen
15. wonddrains verwijderen
16. verzorgen van tracheacanule en een tracheastoma
17. vloeistoffen parenteraal toedienen: perifeer infuus en centraal infuus
18. infuuspomp en een spuitpomp bedienen
19. transfusie uitvoeren
20. katheteriseren van de blaas en blaaskatheter verzorgen
21. een maagsonde inbrengen en verzorgen
22. zuurstof toedienen
23. regelen lichaamstemperatuur
24. blaasspoelingen uitvoeren
25. maagspoelingen uitvoeren
26. vagina irrigeren
27. stoma irrigeren
28. darmspoelen
29. mond- en keelholte uitzuigen
30. venapunktie toepassen
31. hielprik toepassen bij neonaten
32. monsters verzamelen ten behoeve van diagnostiek (steriel en niet steriele monsters, bijv. wondkweek)
33. assisteren bij chirurgische behandelingen
34. assisteren bij intern/neurologisch onderzoek
35. assisteren bij andere therapieën gericht op het in stand houden of verbeteren van somatische functies
36. reageren bij ongevallen en in onvoorziene situaties zoals reanimaties

## Verrichting
Een verrichting is een verpleegkundige handeling waarvoor een verpleegkundige bevoegd is deze uit te voeren maar die niet voortkomt uit verpleegkundige besluitvorming (zoals bij een multidisciplinair probleem). In Nederland zijn handelingen waarvoor de verpleegkundige in het kader van de BIG-wet bevoegd is verrichtingen (voorbehouden handelingen). Een voorbeeld hiervan is het per order arts toedienen van medicijnen door middel van een intramusculaire injectie.

## Risicovolle handelingen
Een verpleegkundige handeling is risicovol als deze onaanvaardbare risico's oplevert voor een zorgvrager. Risicovolle handelingen vallen in Nederland niet altijd onder de BIG-wet en zijn dus niet altijd voorbehouden handelingen. Het toepassen van vrijheidsbeperkende maatregelen is bijvoorbeeld geen voorbehouden handeling maar wel een risicovolle handeling. De verpleegkundige dient voor uitvoering bevoegd en bekwaam te zijn. Daarvoor zijn kennis van de procedure, veiligheids- en zorgvuldigheidsaspecten en ervaring om de handeling op een deskundige wijze uit te voeren noodzakelijk.